# Huanghuai
Huanghuai (kinesiska: 黄槐) är en köping i sydöstra Kina. Den ligger i Xingning i staden Meizhou i provinsen Guangdong,  omkring 300 kilometer nordost om provinshuvudstaden Guangzhou. Antalet invånare är 31 087. Befolkningen består av 15 198 kvinnor och 15 889 män. Barn under 15 år utgör 17,0 %, vuxna 15-64 år 74 %, och äldre över 65 år 8,0 %.